# Cyclassics Hamburg 2011
De 16e editie van de Vattenfall Cyclassics werd verreden op 21 augustus 2011. De wedstrijd maakte deel uit van de UCI World Tour 2011. De Noor Edvald Boasson Hagen won de sprint van een uitgedund peloton.

## Deelnemende ploegen
Aan de Vattenfall Cyclassics nemen de 18 UCI-Pro Tour-ploegen deel. Verder worden er 3 wildcards uitgereikt.
| 18 UCI World Tour-ploegen | 18 UCI World Tour-ploegen | 18 UCI World Tour-ploegen | 3 wildcards          |
| ------------------------- | ------------------------- | ------------------------- | -------------------- |
| AG2R-La Mondiale          | Team Katjoesja            | Quick Step                | CCC Polsat Polkowice |
| Pro Team Astana           | Lampre-ISD                | Rabobank                  | Team NetApp          |
| BMC Racing Team           | Team Leopard-Trek         | Team RadioShack           | Skil-Shimano         |
| Euskaltel-Euskadi         | Liquigas-Cannondale       | Saxo Bank-Sungard         |                      |
| Team Garmin-Cervélo       | Team Movistar             | Sky ProCycling            |                      |
| Team HTC-High Road        | Omega Pharma-Lotto        | Vacansoleil-DCM           |                      |

## Uitslag
| Vattenfall Cyclassics 2011 (216,5 km) |                      |                     |          |
| Plaats                                | Naam                 | Ploeg               | Tijd     |
| Winnaar                               | Edvald Boasson Hagen | Sky ProCycling      | 4u49'40" |
| 2                                     | Gerald Ciolek        | Quick Step          | z.t.     |
| 3                                     | Borut Božič          | Vacansoleil-DCM     | z.t.     |
| 4                                     | Simone Ponzi         | Liquigas-Cannondale | z.t.     |
| 5                                     | José Joaquín Rojas   | Team Movistar       | z.t.     |
| 6                                     | Jürgen Roelandts     | Omega Pharma-Lotto  | z.t.     |
| 7                                     | Simon Clarke         | Pro Team Astana     | z.t.     |
| 8                                     | Manuel Cardoso       | Team RadioShack     | z.t.     |
| 9                                     | Grega Bole           | Lampre-ISD          | z.t.     |
| 10                                    | Michel Kreder        | Team Garmin-Cervélo | z.t.     |

1996 · 
1997 · 
1998 · 
1999 · 
2000 · 
2001 · 
2002 · 
2003 · 
2004 · 
2005 · 
2006 · 
2007 · 
2008 · 
2009 · 
2010 · 
2011 · 
2012 ·
2013 · 
2014 ·  
2015 ·  
2016 ·  
2017 · 
2018 · 
2019 · 
2020 · 
2021 · 
2022 · 
2023 ·
2024 ·
2025
 Tour Down Under · 
 Parijs-Nice · 
 Tirreno-Adriatico · 
 Milaan-San Remo · 
 Ronde van Catalonië · 
 Gent-Wevelgem · 
 Ronde van Vlaanderen · 
 Ronde van het Baskenland · 
 Parijs-Roubaix · 
 Amstel Gold Race · 
 Waalse Pijl · 
 Luik-Bastenaken-Luik · 
 Ronde van Romandië · 
 Ronde van Italië · 
 Critérium du Dauphiné · 
 Ronde van Zwitserland · 
 Ronde van Frankrijk · 
 Clásica San Sebastián · 
 Ronde van Polen · 
  Eneco Tour · 
 Ronde van Spanje · 
 Vattenfall Cyclassics · 
 GP Ouest France-Plouay · 
 Grote Prijs van Quebec · 
 Grote Prijs van Montreal · 
 Ronde van Peking · 
 Ronde van Lombardije